# Troy Aikman
Troy Kenneth Aikman, född 21 november 1966 i West Covina i Kalifornien, är en amerikansk före detta utövare av amerikansk fotboll som tillbringade elva säsonger i proffsligan National Football League (NFL). Han spelade som quarterback för Dallas Cowboys mellan 1989 och 2000. Aikman var tillsammans med Michael Irvin och Emmitt Smith stora anledningar till att Cowboys kunde etablera en dynasti under första halvan av 1990-talet och vinna tre Super Bowl på fyra säsonger (1992–1995). Aikman blev den första quarterbacken som har gjort den bedriften.
Han spelade även för UCLA Bruins när han studerade på University of California, Los Angeles mellan 1986 och 1989. Aikman blev draftad av Cowboys i 1989 års NFL-draft som förste spelare totalt. 2006 blev han invald till Pro Football Hall of Fame.